# アスプロ (潜水艦)

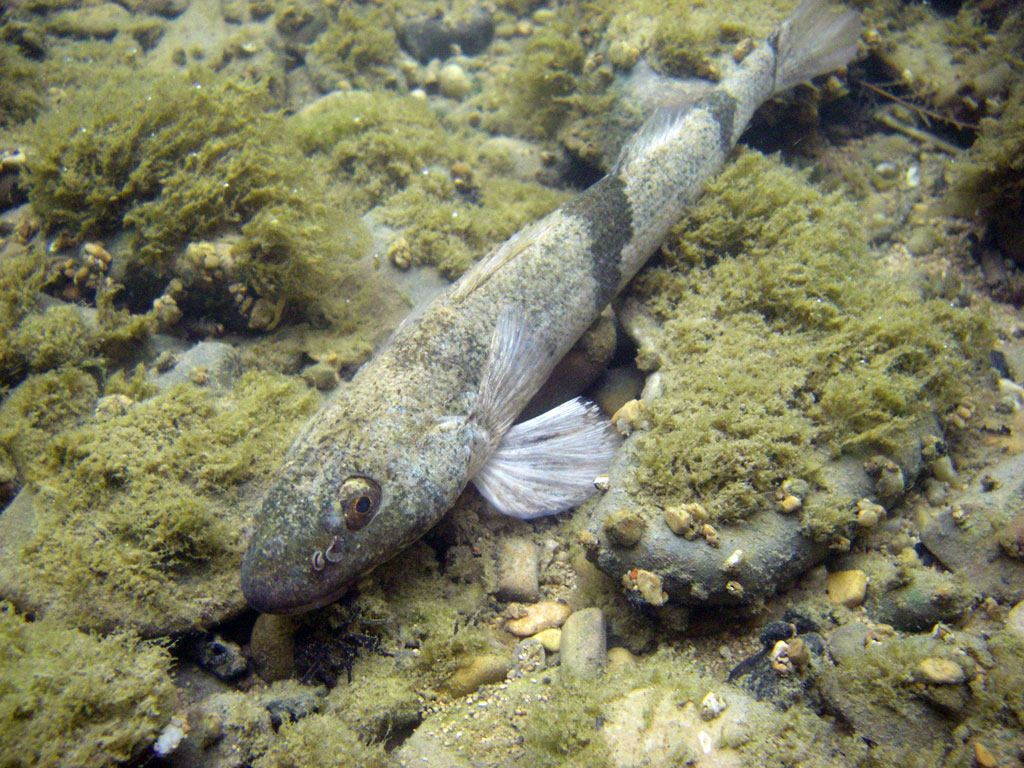
ローヌ・ストレバー（無効学名Aspro asper）

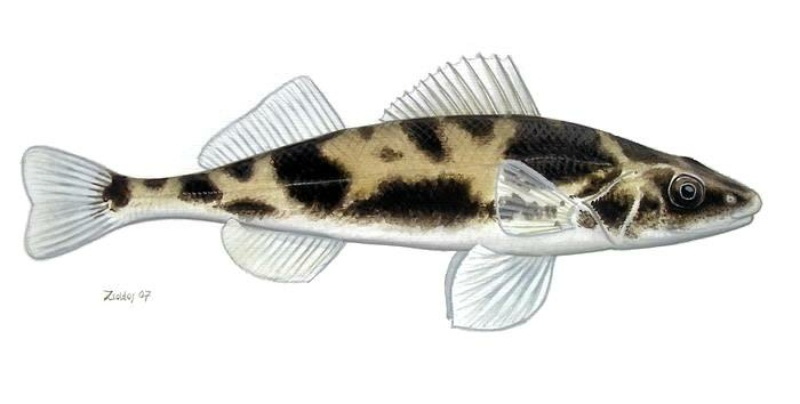
コモン・ジンゲル（無効学名Aspro zingel）

アスプロ (USS Aspro, SS/AGSS-309) は、アメリカ海軍の潜水艦。バラオ級潜水艦の一隻。艦名はヨーロッパ本土に分布するペルカ科ジンゲル属4種を中心とした淡水魚に付けられた廃止学名（属名）である。アメリカ公文書は、ローヌ川上流に生息するジンゲル属の一種ローヌ・ストレバーを由来と見なしている。

## 艦歴
アスプロは1942年12月27日にメイン州キタリーのポーツマス海軍造船所で起工した。1943年4月7日にウィリアム・L・フレズマン夫人によって命名、進水し、7月31日に艦長ハリー・クリントン・スティーヴンソン少佐（アナポリス1931年組）の指揮下就役した。就役後、ニューハンプシャー州ポーツマス、ロードアイランド州ニューポート、コネチカット州ニューロンドン沖で整調訓練を行う。訓練および公試が完了すると、9月17日に真珠湾へ向けて出航する。アスプロは10月18日に真珠湾に到着し、直ちに最初の哨戒準備に入った。

### 第1の哨戒 1943年11月 - 1944年1月
11月24日、アスプロは最初の哨戒で東シナ海、台湾近海および先島諸島方面に向かった。11月28日にミッドウェー島で燃料を補給した後、哨区に到着。
12月15日には、1隻のタンカーと2隻の貨物船、および2隻の護衛艦から成る日本船団を発見した。アスプロはタンカーに向けて魚雷を発射し、それは命中したが、大きな損傷を与えるには至らなかった、と判断された。
12月17日夜、アスプロは再び攻撃機会に恵まれた。輸送船15隻、護衛艦2隻で編成された第121船団を発見し、アスプロは22時26分に大型タンカーとそれに隣接して航行している貨物船に艦尾発射管を向け、魚雷を発射。魚雷は日鈴丸（日産汽船、5,396トン）に2本が向かってきたが回避された。護衛の駆逐艦・汐風が反撃に出て、爆雷を20発投下したが、アスプロは逃げ切ることが出来た。アスプロは魚雷を1本だけ残して哨区を徹した。
1944年1月1日、アスプロは39日間の行動を終えてミッドウェー島に帰投。後に真珠湾に回航された。アスプロは3隻25,600トンの戦果を挙げたと主張したが、戦後の調査ではいずれも認定されなかった。ところで、スティーヴンソン艦長はこの哨戒中に目の病気を患ってしまい、軍務に支障が出るようになった。H・C・スティーヴンソンは帰投後に目の検査を受け、その結果、海上勤務から退くことを命じられた。スティーヴンソン艦長は、後任艦長として弟であるウィリアム・A・スティーヴンソン（アナポリス1934年組）を推薦。この要望は受理され、W・A・スティーヴンソンは1月15日付でアスプロ艦長に着任した。

### 第2の哨戒 1944年2月 - 3月
2月3日、アスプロは2回目の哨戒でトラック諸島方面に向かった。
2月15日、アスプロは日本海軍の大型の潜水艦を発見。長い追跡の後に、22時23分に4本の魚雷を発射。魚雷は潜水艦伊43に命中し、乗組員は伊43が爆発を起こし、艦首を上げて沈没する光景を見た。2月17日には対潜攻撃を受けたが、被害はなかった。
3月4日には平安丸（日本郵船、11,616トン）型と目された大型船を発見し、魚雷を発射。命中によるものと考えられた爆発はアスプロを激しく振動させた。しかし、この船を沈めることは出来なかったと判断された。3月28日、アスプロは54日間の行動を終えて真珠湾に帰投した。

### 第3の哨戒 1944年4月 - 3月
4月22日、アスプロは3回目の哨戒でパラオ方面に向かった。4月26日にミッドウェー島で給油した後、哨区に到着。
5月14日、アスプロは北緯08度55分 東経133度42分 / 北緯8.917度 東経133.700度のパラオ北北西190キロ地点で3隻の護衛艦に囲まれた2隻の貨物船からなる輸送船団を発見。5時54分に最初の目標に向けて魚雷を発射し、魚雷は美山丸（日本郵船、4,667トン）の船尾に命中。同時に僚艦ボーフィン (USS Bowfin, SS-287) も美山丸を攻撃した。美山丸は8時47分に沈没していった。アスプロはなおも船団を追跡。翌15日未明に再び攻撃を仕掛け、ジョグジャ丸（南洋海運、6,440トン）を撃沈して船団を撃滅した。その後アスプロはフリーマントルに向かった。6月16日、アスプロは54日間の行動を終えてフリーマントルに帰投した。

### 第4の哨戒 1944年7月 - 8月
7月9日、アスプロは4回目の哨戒で南シナ海に向かった。7月16日にダーウィンに寄港して給油した後、哨区に進んだ。
7月19日、アスプロはルソン島西岸で4隻の中型貨物船と5隻の護衛艦からなる輸送船団を発見し、5時45分に魚雷を発射した。やがて爆発音が聞こえ、アスプロは1隻を撃沈し1隻に損害を与えたと判断したが、実際の戦果はなかった。
7月28日、アスプロは北緯17度33分 東経120度21分 / 北緯17.550度 東経120.350度の地点で、一週間前にこの地に座礁した特設砲艦北京丸（大連汽船、2,288トン）を発見した。アスプロは身動きが取れない北京丸に向けて魚雷を発射し、命中。3度の爆発に続いて、中央部から炎上し右舷側に倒れ、やがて全船が火に包まれた。1週間後、同じ場所を航行したアスプロは、喫水線あたりに2つの大きな穴を開けて残骸と化した北京丸を目撃した。
その後、8月6日には2隻の貨物船を発見して10時15分に魚雷を発射。翌7日には12隻の輸送船団を攻撃し、発射した魚雷は大型貨物船に命中したと判断した。アスプロはこの哨戒で4隻19,500トンの戦果を挙げたと記録した。しかし、彼我の記録が合致したのは北京丸撃沈だけだった。8月18日、アスプロは41日間の行動を終えてフリーマントルに帰投した。

### 第5の哨戒 1944年9月 - 10月
9月10日、アスプロは5回目の哨戒で南シナ海に向かった。
9月30日、アスプロはルソン島北西岸で7、8隻の輸送船と4隻の護衛艦からなる輸送船団を発見。最初の雷撃で輸送船に損傷を与えたと判断した。アスプロはこの船団を2日も追い続け、10月2日9時48分に再度雷撃。魚雷は安土山丸（三井船舶、6,383トン）に命中し撃沈した。この後、アスプロは潜水艦ホー (USS Hoe, SS-258) 、カブリラ (USS Cabrilla, SS-288) と合流し、ウルフパックを構成した。
10月7日、アスプロはルソン海峡でタマ28船団を発見し、ホー、カブリラとともに攻撃した。アスプロは4時55分にマカッサ丸（南洋海運、4,026トン）に向けて4本の魚雷を発射し、命中させて撃沈した。攻撃後、アスプロは哨区を後にした。10月25日、アスプロは46日間の行動を終えて真珠湾に帰投した。

### 第6の哨戒 1944年11月 - 1945年2月
11月21日、アスプロは6回目の哨戒の準備のためにサイパン島に向かったが、1週間後の11月28日に第1主発電機が、部品交換が必要なレベルの故障を起こし、アスプロは修理のために真珠湾に引き返した。1週間に及ぶ修理の後、12月13日に改めて6回目の哨戒でルソン海峡方面に向かった。アスプロは台湾西部沖の哨区で艦船攻撃と第38任務部隊（ジョン・S・マケイン・シニア中将）による台湾攻撃の支援任務に就いた。
1945年1月3日、アスプロは北緯21度57分 東経119度44分 / 北緯21.950度 東経119.733度の高雄南南西90キロ地点で、ひどく破損したタンカーと思しき船舶を発見し魚雷を発射、2本が命中して船は沈んでいった。これが陸軍特殊船神州丸の最期であり、神州丸は少し前に第38任務部隊機の攻撃によって大破し炎上、放棄されていたものであった。アスプロは神州丸を知床型給油艦だと判断していた。
1月6日にも小型貨物船2隻に対し攻撃した他、4名のパイロットを救出。アスプロは艦船攻撃と機動部隊支援の両方で成果を出した。2月2日にサイパン島に寄港。2月11日、アスプロは59日間の行動を終えて真珠湾に帰投。次いでカリフォルニア州のハンターズ・ポイント海軍造船所でオーバーホールに入るべく回航された。オーバーホールには3ヵ月が費やされた。艦長がジェームス・H・アシュレー・ジュニア（アナポリス1934年組）に代わった。

### 第7の哨戒 1945年6月 - 1945年8月
6月25日、アスプロは7回目の哨戒で日本近海に向かった。7月8日に本州南東海域の哨区に着いたアスプロは、硫黄島から日本攻撃に向かう航空機の支援に従事した。7月25日、アスプロは500トンクラスのタグボートを発見して、結果的に最後となった雷撃を行い、タグボートを撃沈したと主張したが、戦後の調査では該当するものがなかった。8月3日、アスプロはB-17 とPB4Y-2 プライバティアの支援の下に相模湾の奥深くに進入し、日本機の妨害をかわしつつ撃墜されたパイロットを救出した。8月13日、アスプロは49日間の行動を終えてミッドウェー島に帰投した。2日後、アスプロはここで日本の降伏を知った。
アスプロは第二次世界大戦の戦功で7個の従軍星章を受章した。

### 戦後
アスプロは9月1日にミッドウェー島を出航し、カリフォルニアに向かった。9月11日にサンフランシスコに到着し、退役作業に入る。1946年1月30日にアスプロは退役し、メア・アイランド海軍造船所で太平洋予備役艦隊入りした。その後、アスプロは1951年7月6日に再就役し、続く2年に渡って新たな母港であるサンディエゴ沖での作戦活動に従事、西海岸沿いに定期的な任務を行った。1953年11月9日に再び予備役となり、再度太平洋予備役艦隊メア・アイランドグループ入りした後、1954年4月30日に再び退役した。3年後の1957年5月5日、アスプロは三度就役する。整調を完了すると6月8日に艦隊に合流し、西海岸沿いで様々な部隊での任務を再開した。1959年にはクリフ・ロバートソン主演の映画『Battle of the Coral Sea』に登場した。映画の一部はアスプロの艦内で撮影された。その後、同年中旬には西太平洋へ展開した。1960年1月22日にサンディエゴへ帰投したアスプロはオーバーホールが行われた。7月1日、アスプロは AGSS-309 （実験潜水艦）に艦種変更される。その後西海岸沿いの任務を再開した。1962年9月1日にアスプロは三度退役し、1962年10月9日に除籍された。その後、1962年11月16日にサンディエゴ沖で標的艦として潜水艦ポモドン (USS Pomodon, SS-486) によって撃沈された。